# Aganope lucida
Aganope lucida là một loài thực vật có hoa trong họ Đậu. Loài này được (Baker) Polhill miêu tả khoa học đầu tiên.